# Kadiatou N'Diaye
Pour les articles homonymes, voir N'Diaye.
Kadiatou N'Diaye est une administratrice civile et femme politique guinéenne,.
Elle est ministre de l’Environnement, des Eaux et Forêts dans le gouvernement dirigé par Mohamed Saïd Fofana de janvier 2014 en janvier 2016.

## Biographie
Kadiatou N'Diaye a fait ses études d'économie-finances à l'université de Conakry, puis obtient un diplôme d’études professionnelles approfondies en gestion de l’environnement de l’université internationale Senghor d’Alexandrie en Égypte. Elle pratique au ministère de l’Environnement et de la Faune du Québec au Canada et un certificat de droit international du développement de l’Institut international de droit du développement de Rome en Italie.

### Parcours professionnel
Kadiatou N'Diaye a commencé sa carrière en 2000, en tant que secrétaire générale du secrétariat permanent du Conseil national de l’environnement. Entre 2004 et 2010, elle devient secrétaire générale du ministère de l’Environnement et du Développement durable. En 2010, elle est secrétaire exécutive du Conseil national de l’environnement jusqu'en 2011 où, sous la présidence d'Alpha Condé, elle devient présidente du comité de pilotage des activités du 54e anniversaire de l’indépendance nationale de la Guinée, à Boké.
De janvier 2013 à janvier 2014, elle devient la directrice générale de l’Agence nationale d’aménagement des infrastructures minières (ANAIM).
En janvier 2014, Kadiatou N'Diaye devient ministre de l’Environnement, des Eaux et Forêts de la république de Guinée jusqu'en janvier 2016 avant d'être remplacée par Christine Sagno.

## Prix et reconnaissance
- 2019 : prix des 50 femmes entrepreneures les plus dynamiques de la Guinée;
- 2019 : prix spécial du jury de l’édition spéciale du Groupe Gnouma Communication.

- 2012 : Femme de l’Année 2012 de la république de Guinée, grâce à l’accomplissement du rôle de présidente du comité de pilotage de l’organisation du 54e anniversaire de l’Indépendance nationale de la Guinée à Boké.